# Зюльзя
Зюльзя — село Нерчинского района Забайкальского края.

## История
Село Зюльзя, основанное, согласно датировкам найденных монет, во второй половине XVIII века, расположено на левом берегу реки Нерчи, при впадении в неё реки Зюльзя, в 80 километрах от г. Нерчинска. Ранее поселение упоминалось в официальных документах как Зулза, по-эвенкийски — «левый приток». В разговоре с коренными жителями села, они называют его с ударением на «У», твердым «Л».
Изначально на месте нынешнего села Прокопием Мальцевым была построена заимка. Впоследствии здесь стали селиться эвенки булдыгерского и дулугерского родов, принявшие при крещении православную веру и русские поселенцы, прибывающие «из России» — лица отбывшие каторгу и вышедшие на поселение.
Основным занятием жителей было скотоводство и хлебопашество. Так же занимались они и пушным промыслом, отдаляясь от дома на 600—700 километров. Часть населения уходила на охоту по реке Олёкме в Якутию. Село Зюльзя являлось основным местом сбыта пушнины купцам всей верхней Нерчи. На первом месте среди пушнины была белка (за три года добывалось до 250 тыс. штук), меньше всего выдра (за тот же срок — 13 тыс. штук). Наряду с охотой население также занималось рыболовством, вылавливая рыбы до 1000—1500 пудов в год.
При основании в Зюльзе была всего одна улица — Набережная, в 15 домов, так как первые жители селились у реки. Остальное пространство занимал пустырь — обнесённое изгородью пастбище для скота. Далее жители настроили много небольших избушек — так появились новые улицы. 
Около 1760 года императорским указом часть крестьянского населения окрестностей Зюльзи была причислена к сереброплавильным заводам, а в 1851 году перечислена в казачье сословие. В итоге село было разделено на две половины — казачью и инородческую. Казаков переселили за реку Зюльзю, поселок этот назывался Эповским, по преобладающей там фамилии, а инородцев — на её левую сторону.
В 1902 году была создана Зюльзинская инородческая волость, просуществовавшая до начала Советской власти. До революции в селе насчитывалось свыше 300 дворов и 2000 человек населения; имелось 4 водяные и 2 небольшие паровые мельницы, 5 кузниц, до 20 конных жаток и 25 сенокосилок.
С 1789 в Зюльзе существует каменная церковь имени Святого предтечи крестителя Иоанна. Первым её настоятелем был сын священника Фёдор Петрович Писарев, поскольку в семинарии он не учился, то в 1796 году был определён дьячком.
Церковь находится в северно-западной части поселения на подъёме рельефа в 250-ти метрах от реки Зюльзя. Находясь на высоком месте, позволяющем видеть здание отовсюду, она доминирует над всеми остальными сооружениями. До середины 60-х годов 20-го века застройка села огибала церковь, повторяя историческое направление улиц. Тем самым за культовым объектом сохранялась роль визуального акцента. Проезжая по главной улице, мы и сейчас можем наблюдать храм с разных сторон, но радиус обзора существенно уменьшился из-за подступивших вплотную зданий технического и жилого назначения. Утраты куполов и колокольни еще больше снивелировали градостроительные качества объекта. Здание имеет арочные в рассветах оконные и дверные проемы. Гладкая фризовая полоса и ступенчатый карниз небольшого выноса опоясывают храм по всему периметру. Объем основного помещения храма выполнен в два света. Зюльзинская Иоанно-Предтеченская церковь имеет многие схожие черты с церковью в селе Знаменка (с. Торга). Во времена советской власти церковь использовалась как подсобное помещение колхозных МТМ.
Первая школа в Зюльзе открылась только в 1905 году. Сначала была построена школа № 1, в которой было всего два класса. В её строительстве принимали участие городские плотники, всего 12 человек, поэтому школу назвали Городским училищем.
Школу № 2 построили значительно позднее — лишь в 1914 году. Она называлась Министерской, так как была построена на государственные средства.
В период коллективизации из села Зюльзя в 1930-31 годах было выселено 13 зажиточных, домовитых семей в составе 63-х человек.Не обошли стороной село и репрессии 1937-38 годов. Множество достойных людей было расстреляно либо выслано на погибель в лагеря ГУЛАГа на основании дел сфабрикованных органами НКВД.
В 1957-59-х годах в Зюльзе был построен Клуб на 300 мест, в нем находились: киноустановка, зрительный зал, библиотека, комната отдыха и несколько комнат для кружковой работы (сгорел в 2002 году). Кроме того, в Советское время в Зюльзе появились больница, ветпункт, почтовое отделение, радиоузел, 3 магазина и столовая. В 1930-х годах в бывшем доме Эпова Филимона Евграфовича разместили родильный дом. В годы Великой Отечественной войны на фронт было призвано 70 % мужского населения села.
Район Зюльзи и Зюльзикана богат минеральными источниками. Источник Шевкочен, находящийся на реке Зюльзя, в 15 верст от селения того же имени, ранее слыл как глазной источник Колтомойкон. Защищен от холодных ветров лесистым хребтом. По анализу воды относится к щелочно-железным, он известен с 1836 года. Источник описан А. Мординовым в 1841 году, П. Семеновым в 1863 году, А. М. Ломоносовым в 1868 году, Н. Кашиным в 1868 году, И. Багашеевым в 1901 году. Впервые анализ воды произведен Львовым в Иркутске в 1858 году. Ниже Колтомойкона имеются Шивиинские источники. Первый — километрах в трех, второй — в 200 метрах от реки Нерчи. Описаны Стуковым в 1902 году.

## Население
| 1989 | 2002  | 2010  | 2021  |
| ---- | ----- | ----- | ----- |
| 1780 | ↗1801 | ↘1600 | ↘1416 |

## Факты истории
В 1914 году Иркутской географической обсерваторией в Зюльзе была организована метеостанция.
Священник Зюльзинской Иоанно-Предтеченской церкви Иннокентий Иванов 2-й в 1918 году перемещен на ту же должность к Цасучеевской Иоанно-Предтеченской церкви, а священник Шивиинской Христорождественской церкви Иннокентий Громов к Зюльзинской Иоанно-Предтеченской церкви. Сотрудник Забайкальской Духовной миссии, священник Зюльзинской Предтеченской церкви Никандр Титов.
Село Зюльзя является центром Зюльзинского сельсовета. В состав сельсовета также входит село Зюльзикан, расположенное в 18 км выше по речке Зюльзя. Оно основано в 1770—1775 гг. Поселенными здесь 18-ю крестьянскими семьями и осевшими эвенками. 
Ранее село называлось Зулзакан: «зулза» — «левый приток», «канн» — «маленький».
В 1927 году житель села Бутин Ксенофонт на сельскохозяйственной выставке в Нерчинске экспонировал интересный макет в миниатюре быта эвенков, их одежды, утвари, оружия, самоловов, и т. п. Есть предположения, что макет находится в Ленинградском музее народов севера.
В окрестностях села находится озеро Комогорцевское.

## Разное
Входит в Перечень населенных пунктов Забайкальского края, подверженных угрозе лесных пожаров